# Gored gored
Il gored gored è una pietanza a base di carne di manzo cruda tipico dell'Etiopia e dell'Eritrea.
Simile al kitfo, marinato in spezie e burro chiarificato, il gored gored è invece preparato con carne cruda tagliata a tocchetti e non marinato. Come il kitfo è una pietanza molto comune nei due Paesi africani e considerato un piatto nazionale.